# Ann Pettifor

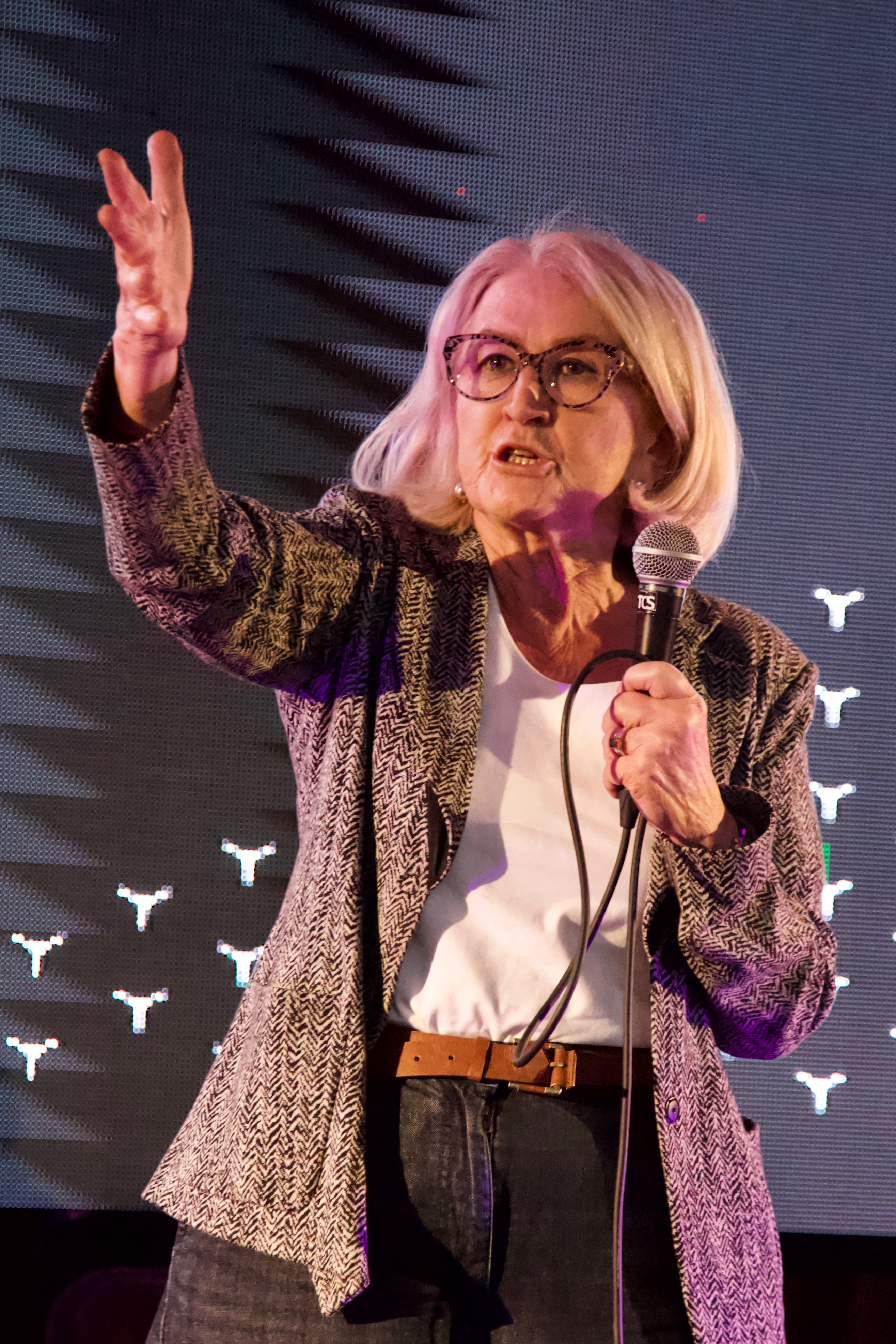
Ann Pettifor (2018)

Ann Pettifor (geb. 1947 oder 1949 in Südafrika) ist eine britisch-südafrikanische Ökonomin.

## Leben und Wirken
Pettifor wuchs in Südafrika auf und schloss ihr Studium der Politik und Wirtschaftswissenschaften an der Witwatersrand-Universität ab.
In den 1980er-Jahren hatte sie mehrere Positionen als Beraterin für Frances Morrell, die Leiterin der Inner London Education Authority, inne. Später beriet sie den Greater London Council Ken Livingstone. Sie beriet ebenfalls die Labour-Abgeordnete Margaret Beckett, die 1997 in der Labour-Regierung als Ministerin für Handel und Industrie tätig war. Pettifor arbeitete auch als Lobbyistin für Ian Greer Associates.
Im Jahr 1998 wurde Pettifor mit ihrer Kampagne Jubilee 2000 bekannt, die sich weltweit für die Streichung der Schulden armer Staaten einsetzte. Daraufhin wurde im Folgejahr im Rahmen des G8-Gipfels in Köln der Erlass von etwa 100 Mrd. US-Dollar Schulden der 18 ärmsten Staaten beschlossen. Weltweite Beachtung wurde Pettifor für ihr im Jahr 2006 veröffentlichtes Buch The Coming First World Debt Crisis zuteil, das sich im Rückblick wie eine Vorhersage der kurz darauf einsetzenden Weltfinanzkrise liest. Sie setzt sich für die Schaffung von Rahmenbedingungen des Finanzkapitalismus ein. Auch weist sie deutlich auf die Auswirkungen der Klimakrise hin und setzte sich für einen Green New Deal ein. Sie arbeitete u. a. mit der Wirtschaftswissenschaftlerin Victoria Chick zusammen. Zudem befasste sie sich mit dem sogenannten Helikoptergeld.
Ann Pettifor ist Direktorin der Denkfabrik Policy Research in Macroeconomics (PRIME) und Fellow der New Economics Foundation. Sie bezeichnet sich selbst als Anhängerin des Keynesianismus.
2015 berief Jeremy Corbyn, der Vorsitzende der britischen Labour Party, Pettifor in einen siebenköpfigen Rat von Wirtschaftsexperten zur Ausarbeitung der Wirtschaftsstrategie der Partei.

## Auszeichnungen
Ann Pettifor wurde 1999 von der Stadt Callao in Peru für ihren Einsatz zum Schuldenerlass für Peru geehrt. 2000 erhielt sie gemeinsam mit Laura Vargas den Internationalen Friedenspreis Pax Christi. Im Jahr 2001 wurde ihr die Ehrendoktorwürde der University of Newcastle verliehen.
Vom Erzbischof von Canterbury wurde sie im selben Jahr mit einem Lambeth Degree ausgezeichnet. Der Präsident Nigerias, Olusegun Obasanjo, machte sie zum Mitglied des Ordens des Niger (MON) für ihre Kampagne zum Schuldenerlass für die ärmsten Länder Afrikas.
Für ihr Buch Die Produktion des Geldes erhielt sie 2018 den gemeinsam von der Heinrich-Böll-Stiftung und dem Bremer Senat vergebenen Hannah-Arendt-Preis.

## Veröffentlichungen (Auswahl)
- (als Herausgeberin:) Real World Economic Outlook – the Legacy of Globalization: Debt and Deflation. Palgrave MacMillan, Basingstoke 2006, ISBN 1-4039-1795-7.
- The Coming First World Debt Crisis. Palgrave MacMillan, Basingstoke 2006, ISBN 0-230-00785-6.
- Die Produktion des Geldes. Ein Plädoyer wider die Macht der Banken. Hamburger Edition, Hamburg 2018, ISBN 3-86854-318-X (englisch: The Production of Money – How to Break the Power of Bankers. London 2017. Übersetzt von Ursel Schäfer).
- Green New Deal – Warum wir können, was wir tun müssen. Hamburger Edition, Hamburg 2020, ISBN 978-3-86854-338-4 (englisch: The Case for the Green New Deal. London 2019. Übersetzt von Ursel Schäfer).